# Vindavkylning

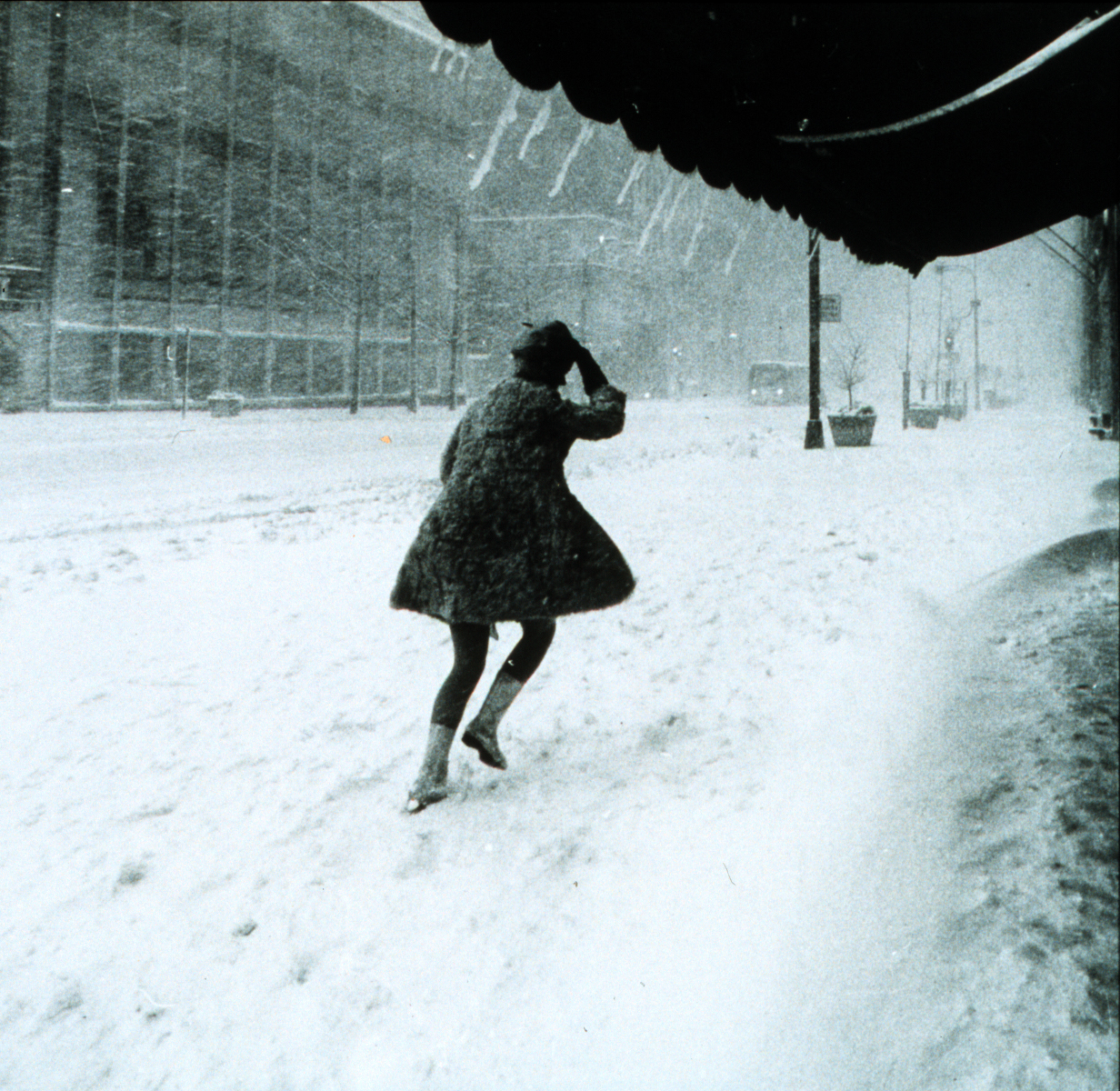
En kvinna kämpar sig genom en snöstorm på Manhattan i New York, 10 februari 1969.

Vindavkylning, även köldindex, är en meteorologisk term för hur hudens temperatur påverkas av omgivningens temperatur kombinerat med vindhastigheten. Det är mest vid låga temperaturer som vindavkylningen har någon större påverkan, vid högre temperaturer har den en mycket liten betydelse. Hur stor vindavkylningen är anges med ett vind–kyla-index. Ett vind–kyla-index på till exempel minus tio grader Celsius innebär något förenklat att kombinationen av vind och lufttemperatur ger samma avkylning som en temperatur på minus tio celsiusgrader skulle gett vid stiltje.
Vind–kyla-indexet är alltid lägre än vad utgångstemperaturen är. Skulle den upplevda temperaturen vara högre än den verkliga talar man istället om värmeindex.
Vindavkylning går ibland under termen kyleffekt. Ordet kyleffekt är inte enbart relaterad till vindens effekt och kan därför bli missvisande. Människans temperaturupplevelse beror inte enbart på lufttemperatur och vindhastighet utan luftfuktighet och solstrålningens intensitet inverkar också på upplevd temperatur. I denna artikel behandlas den effekt som främst verkar vid låga temperaturer och enbart beror av vindhastighet och temperatur. Kyleffekten har studerats bland annat för att hitta metoder att förebygga köldskador och uppskatta vilka kombinationer av vind och temperatur som ger störst risk för förfrysning.

## Förklaring
Runt huden finns ett termiskt gränsskikt med luft som kan vara flera millimeter djupt. Detta skikt fungerar som en isolering av huden från yttre temperaturer. När det är kallt och vinden blåser känns luften kallare än den gör när det är lugnt eftersom vinden blåser bort det isolerande skiktet. I en varm miljö är detta omvänt; om man blåser på sin arm i en bastu blir området man blåst på istället mycket varmt, eftersom det isolerande skiktet i detta fall hjälper till att skydda huden från bastuns värme.  
Luften längst från huden påverkas lättare av omgivningen än den luft som är allra närmast huden och därför påverkar vindhastigheten hur mycket av det skyddande skiktet som är kvar. Vid en låg vindhastighet kan de yttersta delarna av skiktet försvinna, men en tillräckligt stor del är kvar för att hjälpa till med att isolera. Skulle vindhastigheten däremot öka en aning påverkar detta vindavkylningen ganska kraftigt, medan samma ökning då vindhastigheten redan är hög inte skulle ha samma påverkan, eftersom en större del av skiktet redan har försvunnit.
Värmeförlusten på en kall dag sker främst med konduktion genom det isolerande luftlagret. När vinden börjar blåsa är den termiska ledningsförmågan större eftersom det isolerande luftlagret är tunnare och därmed ökar också värmeförlusten, den varmare huden befinner sig då närmare den kalla luften. Människor känner egentligen inte temperaturen på luften utan temperaturen i huden som sjunker när den exponeras för en kyligare omgivning.
Tabellen till höger anger vind–kyla-index vid olika lufttemperaturer (rader) och olika vindhastigheter (kolumner). Exempelvis vid −10 celsiusgrader och 10 m/s upplever huden temperaturen på samma sätt som vid −20 celsiusgrader och vindstilla. Notera att den omgivande luften i sig inte blir kallare på grund av vindavkylningen, men den kyler den varma huden snabbare och huden upplever temperaturen som lägre.
I samband med vindavkylning diskuteras ibland ifall vinden kan kyla vatten så att det fryser. Vinden kan ha effekter som gynnar isbildning. Som tidigare nämnts ändrar inte vindavkylningen lufttemperaturen varför isbildningen inte sker genom att vinden kyler luften så den blir kallare, däremot kan istillväxt ske på undersidan av en redan isbelagd vattenyta genom att vinden gynnar avdunstning av vatten på isen eller sublimering av isen. Detta kyler isen, även på isens undersida, varför istillväxt kan äga rum. Denna effekt är så stor att istillväxt också kan förekomma vid enstaka plusgrader då det blåser. Däremot har vinden dålig inverkan för isläggning på en öppen sjö eftersom ytan hålls i rörelse av vindvågor. En annan gynnsam effekt är att en kall vind kan transportera bort varmare isolerande luft ovanför isytan. På samma sätt tinar is snabbare vid varma temperaturer om det blåser.

## Effekter
Vindavkylningen får störst påverkan i områden med mycket kallt klimat, såsom Arktis och Antarktis, men också på höga höjder, höga hastigheter och kraftig vind. I länder där vintern blir särskilt kall, däribland Sverige, förekommer det i massmediernas väderleksrapporter att, förutom temperaturen, även vindavkylningen nämns. Då vindavkylningen är särskilt stor är det viktigt att iklä sig täta kläder som täcker så mycket som möjligt av huden, eftersom risken för köldskador är mycket hög. Som exempel kan nämnas att vid en temperatur på −16 celsiusgrader och en vind på 10 m/s riskerar exponerad hud att köldskadas inom 30 minuter.

## Bakgrund
De första att ta fram en formel för beräkning av vindavkylning var de amerikanska forskarna Paul Siple och Charles Passel, som tog fram denna genom ett experiment som utfördes i Antarktis 1940. Detta gick ut på att beräkna hur lång tid det tog för en plastcylinder fylld med 250 gram vatten att frysa vid olika temperaturer och vindhastigheter. Genom detta tog man fram en matematisk formel som skulle hjälpa till att beräkna vindavkylningen ({\displaystyle T_{eff}}), där {\displaystyle T_{a}} är temperaturen och {\displaystyle v} är vindhastigheten.
{\displaystyle T_{eff}=33-{\tfrac {\left(10{\sqrt {v}}-v+10{,}45\right)\left(33-T_{a}\right)}{22{,}066}}}
Denna metod visade sig däremot ha ett antal brister eftersom den nödvändigtvis inte beskrev hur en människa skulle reagera på samma påverkan. Dessutom verkade den få allt för låga effektiva temperaturer vid starka vindar och en ytterligare egenhet var att vindhastigheter högre än 25 m/s resulterade i att temperaturen istället ökade, något som är helt omöjligt. Formeln visade sig även få problem vid vindar under 1,8 m/s.

## Nyare metod
För att lösa detta problem initierades 2001 ett omfattande projekt under ledning av amerikanen Randall Osczevski och kanadensaren Maurice Bluestein, med målsättningen att få fram en ny formel. Denna gång utgick man från hur människor reagerade vid olika vindavkylningsnivåer, genom användningen av försökspersoner som försetts med temperatursensorer, särskilt i ansiktet. På så sätt kunde man få fram mer anpassade avläsningar. På detta sätt kom man fram till att starka vindar inte hade lika stor påverkan som det verkade i Siples formel.
Med den nya metoden gav en utgångstemperatur på −20 celsiusgrader kombinerat med en vind på 10 m/s en vindavkylning på −34 celsiusgrader, medan Siples formel gav värdet −44 celsiusgrader. Den nya metoden gav däremot en större vindavkylning vid svaga vindar strax över gångvinden, 1,8 m/s. Vindstilla valdes här vid 0,5 m/s och formeln kan därför inte tillämpas på vindar under detta.
Den nya formeln skrivs enligt följande:
{\displaystyle T_{eff}=13{,}126667+0{,}6215T_{a}-13{,}924748v^{0{,}16}+0{,}4875195T_{a}v^{0{,}16}\!}